# Marcia Johnson
Pour les articles homonymes, voir Johnson.
Marcia K. Johnson (née en 1943) est une psychologue américaine, professeur Sterling (en) émérite de psychologie à l'université Yale. Elle mène ses recherches sur la mémoire humaine, plus précisément les processus de réflexion et de conscience, les mécanismes de mémoire véridique et de mémoire déformée, les troubles de la mémoire (résultant de l'amnésie, de lésions cérébrales frontales, du vieillissement), et la relation entre émotion et cognition.

## Carrière
Elle obtient son doctorat de psychologie en 1971 à l'université de Californie à Berkeley. Johnson a rejoint le corps professoral de l'université Yale en 2000, après avoir été enseignante à l'université d'État de New York à Stony Brook et de Princeton. Elle est professeure titulaire de la chaire Dilley de psychologie (2004-2010), et est nommée en 2010 « professeur Sterling » en 2011,. Elle est professeure émérite depuis 2017.
Johnson dirige le Laboratoire de la mémoire et de la cognition (Memory and Cognition Lab (MEMlab)) de l'université Yale, qui « utilise des techniques de comportement cognitif et de neuro-imagerie pour étudier la nature de la cognition et de la mémoire humaines ».

## Publications
- Organizational units in free recall as a source of transfer (thèse doctorale), University of California, 1971.
- Statistics : tool of the behavioral sciences, avec Robert M Liebert, 1977.
- « The role of prefrontal cortex during tests of episodic memory », avec S. F.Nolde et & C. L. Raye, Trends in Cognitive Sciences, 2, 399–406, 1998.
- « Stereotype reliance in source monitoring: Age differences and neuropsychological test correlates », avec M. Mather & D. M. De Leonardis,   Cognitive Neuropsychology, 16(3-5), 437-458, 1999.
- « Cognitive and Brain Mechanisms of False Memories and Beliefs », avec Carol L. Ray, p. 35-86, in Daniel L. Schacter &  Elaine Scarry, Memory, Brain, and Belief, Cambridge, Havard University Press, 2001.
- « Prefrontal cortex activity associated with source monitoring in a working memory task », avec K. J. Mitchell, C. L. Raye & E. J. Greene, Journal of Cognitive Neuroscience, 16(6), 921-934, 2004.

## Prix et distinctions
Johnson a reçu un certain nombre de récompenses, dont le prix de la contribution scientifique remarquable de l'Association américaine de psychologie, le William James Fellow Award de l'Association for Psychological Science en 2005-2006 et une bourse Guggenheim (1984). 
En 2011, elle reçoit la Gold Medal Award for Life Achievement in the Science of Psychology, de l'American Psychological Foundation.
En 2014, elle est élue à l'Académie nationale des sciences.